# Karangtejo (Kedu)
Karangtejo is een bestuurslaag in het regentschap Temanggung van de provincie Midden-Java, Indonesië. Karangtejo telt 2624 inwoners (volkstelling 2010).